# Liste medizinischer Symptome
Diese Seite listet in alphabetischer Reihenfolge und ohne Anspruch auf Vollständigkeit Symptome und klinische Zeichen aus unterschiedlichen medizinischen Fachgebieten auf.
| Inhaltsverzeichnis A B C D E F G H I J K L M N O P Q R S T U V W X Y Z |

## A
- Abadie-Zeichen
- Abhängigkeit (s. Sucht)
- Abdominale Resistenz[6]
- Abwehrspannung
- Achillodynie
- Adipositas
- Affektinkontinenz
- Affektlabilität
- Affektstarre
- Agitation
- Agnosie
- Akanthose
- Akinesie
- Akkommodationskrampf
- Akne
- Akutes Abdomen
- Alexithymie
- Algurie
- Alkalose
- Allodynie
- Alphabet-Symptom
- Amenorrhoe
- Amnesie
- Anämie
- Anästhesie (Sensibilitätsstörung)
- Anasarka
- Angina pectoris
- Angst
- Anhedonie
- Anhidrose
- Aniseikonie
- Anisokorie
- Anisometropie
- Anopsie
- Anosmie
- Antriebsstörung
- Anurie
- Apathie
- Aphasie
- Aphonie
- Aphthe
- Apnoe
- Appetitlosigkeit
- Apraxie
- Argyll-Robertson-Zeichen
- Arrythmie (s. Herzrhythmusstörung)
- Arthralgie
- Arthritis
- Arthrose
- Aspermie
- Asterixis
- Asteroide Hyalose
- Asthenopie
- Aszites
- Ataxie
- Atemnot
- Athetose
- Atrophie
- Aufstoßen
- Augenausfluss (s. Epiphora)
- Augeninnendruck
- Augenringe
- Augenrötung
- Augenschmerzen[7]
- Augenvereiterung (s. Panophthalmitis)
- Austin-Flint-Geräusch
- Aura
- Azidose
- Azoospermie

## B
- B-Symptomatik
- Babinski-Reflex
- Bagatellisierung
- Bakteriurie
- Battle-Zeichen
- Bauchschmerzen
- Beinödeme[8]
- Benommenheit
- Beule
- Bewusstlosigkeit
- Bewusstseinsstörung
- Bigeminus
- Bilirubinurie
- Bindehautentzündung
- Blähung
- Blässe
- Blasenentleerungsstörung
- Blaue Skleren
- Blennorrhoe
- Blepharochalasis
- Blepharospasmus
- Blickdeviation
- Bluterbrechen (s. Hämatemesis)
- Bluterguss (s. Hämatom)
- Bluthochdruck (s. Hypertonie)
- Blutungsneigung
- Blut im Ejakulat (s. Hämatospermie)[9]
- Blut im Stuhl
- Blut im Urin (s. Hämaturie)
- Bradykardie
- Brennen beim Wasserlassen (s. Dysurie)
- Brennen in der Scheide (s. Kolpitis)
- Brillenhämatom
- Brustschmerz
- Bruxismus (s. Zähneknirschen)

## C
- Caput medusae
- Carhart-Senke
- Chemosis
- Cholestase
- Chronische Schmerzen
- Chvostek-Zeichen
- Cotton-Wool-Flecken

## D
- Dalrymple-Zeichen
- Darminkontinenz (s. Stuhlinkontinenz)
- Dehnungsstreifen
- Dehydratation
- Delir
- Denkstörung
- Depersonalisation
- Descemetozele
- Déviation conjuguée
- Diarrhoe (s. Durchfall)
- Diplopie
- Dissoziation
- Drehschwindel
- Dumping
- Durchblutungsstörung
- Durchbruchschmerz
- Durchfall
- Dysästhesie
- Dysarthrie
- Dyschezie
- Dyschylie
- Dysgeusie (s. Geschmacksstörung)
- Dyskrinie
- Dysmenorrhoe
- Dyspareunie
- Dyspepsie
- Dysphagie
- Dysphonie
- Dysphorie
- Dyspnoe (s. Atemnot)
- Dysproteinämie
- Dystonie
- Dysurie

## E
- Echolalie
- Echopraxie
- Einsamkeit
- Eisenlinien
- Ejakulationsstörungen
- Ekchymose
- Ekzem
- Elefantenhaut (s. Pachydermie)
- Enophthalmus
- Enuresis
- Entfaltungsknistern
- Epiphora (s. Tränenträufeln)
- Erbrechen
- Erektile Dysfunktion
- Erosion
- Erythrodermie
- Erythrozytose (s. Polyglobulie)
- Exanthem
- Exophthalmus

## F
- Faszikulation
- Fersenschmerzen (s. Achillodynie)
- Flankenschmerz[10]
- Foetor uraemicus
- Fuchs-Fleck

## G
- Gallenkolik
- Gangstörung
- Gedächtnisstörung
- Gedeihstörung
- Gefühlsblindheit (s. Alexithymie)
- Gelbsucht
- Gelenkentzündung (s. Arthritis)
- Gelenkerguss
- Gelenkschmerzen (s. Arthralgie)
- Genitale Blutung der Frau[11]
- Geschmacksstörung
- Geschwulst (s. Tumor)
- Gesichtslähmung
- Gewichtsverlust
- Gliederschmerz
- Glossalgie
- Glucosurie
- Gonalgie (s. Knieschmerzen)
- Graefe-Zeichen
- Griesinger-Zeichen
- Gunn-Zeichen
- Gynäkomastie

## H
- Haarausfall
- Hämatemesis
- Hämatom
- Hämatospermie[9]
- Hämatotympanon
- Hämaturie
- Hämolacria
- Hämoptyse
- Halluzinationen
- Halsschmerzen
- Harninkontinenz
- Harnröhrenausfluss beim Mann[12]
- Harnverhalt
- Hautausschlag (s. Exanthem)
- Hautblase
- Hautbläschen
- Hautschuppe
- Heiserkeit (s. Dysphonie)
- Hemianopsie
- Hepatomegalie
- Hertoghe-Zeichen
- Herzgeräusche
- Herzrasen (s. Tachykardie)
- Herzrhythmusstörung
- Herzschmerz (s. Brustschmerz)
- Herzstolpern (s. Herzrhythmusstörung)
- Hexenschuss
- Hippus
- Hirsekorn (s. Milien)
- Hirsutismus
- Hitselberger-Zeichen
- Hitzewallungen
- Hodenschmerzen[13]
- Hörminderung
- Hornschwiele
- Hudson-Stähli-Linie
- Husten
- Hydrophthalmus
- Hypästhesie der Haut
- Hypalbuminämie
- Hyperalgesie (s. Schmerzüberempfindlichkeit)
- Hyperämie
- Hyperakusis
- Hyperhydratation
- Hyperkaliämie
- Hyperkalzämie
- Hyperkrinie
- Hypermenorrhoe
- Hyperpigmentierung
- Hypertonie
- Hyperventilation
- Hyphaema
- Hypoakkommodation
- Hypokaliämie
- Hypokalzämie
- Hypotonie
- Hypopigmentierung
- Hypopnoe
- Hypopyon
- Hyporeflexie
- Hyposphagma
- Hyposthenurie

## I
- Impotenz
- Ikterus (s. Gelbsucht)
- Indigestion
- Initialschrei
- Inkomitanz
- Inkontinenz
- Intentionstremor
- Iris-Heterochromie

## J
- Jaktation
- Juckreiz

## K
- Kachexie
- Kahnbauch
- Kalzinose
- Kardialgie
- Kardiomegalie
- Katatonie
- Kayser-Fleischer-Kornealring
- Keratomalazie
- Kerion
- Ketonurie
- Kiefergelenksyndrom
- Kleinwuchs (s. Minderwuchs)
- Knisterrasseln
- Knieschmerzen
- Knoten in der Brust (s. Mammatumor)
- Kocher-Zeichen
- Kokarde
- Kolik
- Kolpitis
- Komedo
- Konvergenzinsuffizienz
- Kopfschmerz
- Kopfschuppen
- Kopfzwangshaltung
- Koprophagie
- Koterbrechen (s. Miserere)
- Krampf
- Krampfanfall
- Krampfadern der unteren Extremitäten
- Krepitation
- Kruste
- Kußmaul-Atmung
- Kyphose

## L
- Lackzunge
- Lähmung
- Lagophthalmus
- Lasègue-Zeichen
- Leukokorie
- Leukopenie
- Leukozytose
- Leukozyturie[14]
- Lichenifikation
- Lichtscheu
- Lidschlussreflex
- Lipomastie
- Liquorrhoe
- Lungenrundherd
- LUTS Lower Urinary Tract Symptoms (Symptome des unteren Harntraktes beim Mann)
- Lymphadenopathie
- Lymphadenitis
- Lymphödem
- Lymphopenie

## M
- Madonnenfinger
- Makrohämaturie
- Makulaödem
- Mammatumor
- Marasmus
- Marcus-Gunn-Pupillenzeichen
- Marfan-Zeichen
- Maskengesicht
- Mastalgie (zyklusunabhängiger Brustschmerz der Frau)[15]
- Meläna (s. Teerstuhl)
- Menstruationsbeschwerden (s. Dysmenorrhoe)
- Meteorismus
- Milien
- Minderwuchs
- Miosis
- Miserere
- Möbius-Zeichen
- Mouches volantes
- Mundgeruch
- Mundtrockenheit
- Mundwinkelrhagaden
- Muskelhypotonie
- Muskelkater
- Muskelkrampf
- Muskelschmerz (s. Myalgie)
- Myalgie
- Myasthenie
- Mydriasis
- Myoglobinurie
- Myoklonie

## N
- Nachtschweiß
- Nackenschmerzen
- Nageldystrophie
- Nagelhypoplasie
- Narbe
- Nasenausfluss
- Nasenbluten
- Nasenverstopfung (siehe Rhinitis)
- Nierenkolik
- Nierenversagen
- Niesen
- Nüchternschmerz
- Nummuli
- Nykturie
- Nystagmus

## O
- Obere Einflussstauung
- Obstipation (s. Verstopfung)
- Ödem
- Ohrenfluss (s. Otorrhö)[16]
- Ohrensausen (s. Tinnitus)
- Ohrenschmerzen (s. Otalgie)
- Okulodigitales Phänomen
- Okuläre Hypertension
- Oligurie
- Ophthalmoplegie
- Opisthotonus
- Opsoklonus
- Osmophobie
- Osteosklerose
- Otorrhö[16]
- Oszillopsie
- Otalgie

## P
- Pachydermie
- Palmarerythem
- Palpitation
- Panophthalmitis
- Panzytopenie
- Papel
- Parästhesie der Haut
- Parageusie
- Parakeratose
- Parese
- Parosmie
- Petechie
- Photodermatose
- Photopsie
- Pleuraerguss
- Pleurodynie
- Pneumaturie
- Pneumothorax
- Pollakisurie
- Polydipsie
- Polyglobulie
- Polyphagie
- Polyurie
- Prellung
- Prostatismus (s. LUTS)
- Proteinurie
- Pruritus (s. Juckreiz)
- Pruritus ani
- Psychose
- Ptosis
- Pubertas praecox
- Pubertas tarda
- Pulsdefizit
- Pupillenstarre
- Puppenkopf-Phänomen
- Purpura
- Pustel
- Pyramidenbahnzeichen
- Pyurie

## Q
- Quaddel
- Quadrantenanopsie

## R
- Räuspern
- Rasselatmung
- Rasselgeräusch
- Reflexabschwächung (s. Hyporeflexie)
- Reflux
- Reithosenanästhesie
- Reizhusten
- Retroperitoneale Raumforderung
- Rhagade
- Rhinitis
- Rhonchus
- Riechstörung
- Rigor
- Risus sardonicus
- Roth-Fleck
- Rückenschmerzen
- Ruhelosigkeit (s. Agitation)

## S
- Säbelscheidentibia
- Scheidenausfluss
- Schilddrüsenvergrößerung (s. Struma)
- Schielen
- Schlafstörung
- Schluckstörung
- Schmerz
- Schmerzüberempfindlichkeit
- Schmetterlingserythem
- Schnarchen
- Schonhaltung
- Schüttelfrost
- Schwindel
- Sehstörung
- Sensibilitätsstörung
- Skoliose
- Skotom
- Sodbrennen
- Somnolenz
- Sonnenuntergangsphänomen
- Spastik
- Spermatorrhoe
- Splenomegalie
- Spondylarthrose
- Sprachstörung
- Sputum, abnormes
- Stauungspapille
- Steatorrhoe
- Stellwag-Zeichen
- Steppergang
- Strabismus deorsoadductorius
- Strabismus sursoadductorius
- Stridor
- Struma
- Stuhlinkontinenz
- Stuhlverhalt
- Sucht
- Synkope

## T
- Tachykardie
- Teerstuhl
- Teleangiektasie
- Tetanie
- Tetraplegie
- Thrombophilie
- Thromboseneigung (s. Thrombophilie)
- Thrombozytopenie
- Thrombozytose
- Tinnitus
- Tophus
- Torticollis
- Tränenträufeln
- Traurigkeit
- Tremor
- Trendelenburg-Zeichen
- Trommelschlägelfinger
- Trousseau-Zeichen
- Tumor
- Tyndall-Effekt

## U
- Übelkeit
- Übergewicht
- Uhrglasnägel
- Ulcus
- Ulnardeviation
- Untergewicht
- Unwohlsein und Ermüdung

## V
- Vaginale Atrophie
- Varizen (s. Krampfadern)
- Verdauungsstörung (s. Indigestion)
- Vergesslichkeit
- Verspannung
- Verstopfung
- Vernichtungsschmerz
- Verwirrtheit
- Verzögerte Pubertät (s. Pubertas tarda)
- Virilisierung
- Viszeromegalie
- Völlegefühl
- Vollmondgesicht
- Vorzeitige Pubertät (s. Pubertas praecox)
- Vulvovaginitis

## W
- Wadenkrampf
- Wartenberg-Zeichen
- Wasserhammerpuls
- Winterbottom-Zeichen
- Wimpernzeichen

## X
- Xanthom
- Xanthelasma
- Xerophthalmie
- Xerostomie

## Z
- Zähneknirschen
- Zahnfleischbluten
- Zahnfleischschwund
- Zahnschmerzen
- Zittern (s. Tremor)
- Zohlen-Zeichen
- Zungenbelag
- Zungenbrennen
- Zwangshaltung
- Zwerchfellhochstand
- Zyanose
- Zykloplegie